# 3DO
3DO（スリーディーオー）は、以下のいずれかを指す。
- かつて存在したアメリカのコンピュータゲーム開発企業であるThe 3DO Company
- 同社の提唱したマルチメディア端末規格である3DO system
- 3DO規格を満たしたマルチメディア機である3DO Interactive Multiplayer

本項では上記の3つについて述べる。

## The 3DO Company
The 3DO Companyは、1990年にエレクトロニック・アーツ（以下、EA）の創始者の一人トリップ・ホーキンスがゲーム機プラットホーム開発を目的に設立したアメリカ合衆国の企業である。元々はSMSG(San Mateo Software Group)という名前だった。「3DO」の「3D」は3次元（3 Dimension）、そして、オーディオ（Audio）やビデオ（Video）のように一般的なものになるように願って、両者に共通する最後の一文字「O」をつけられた。

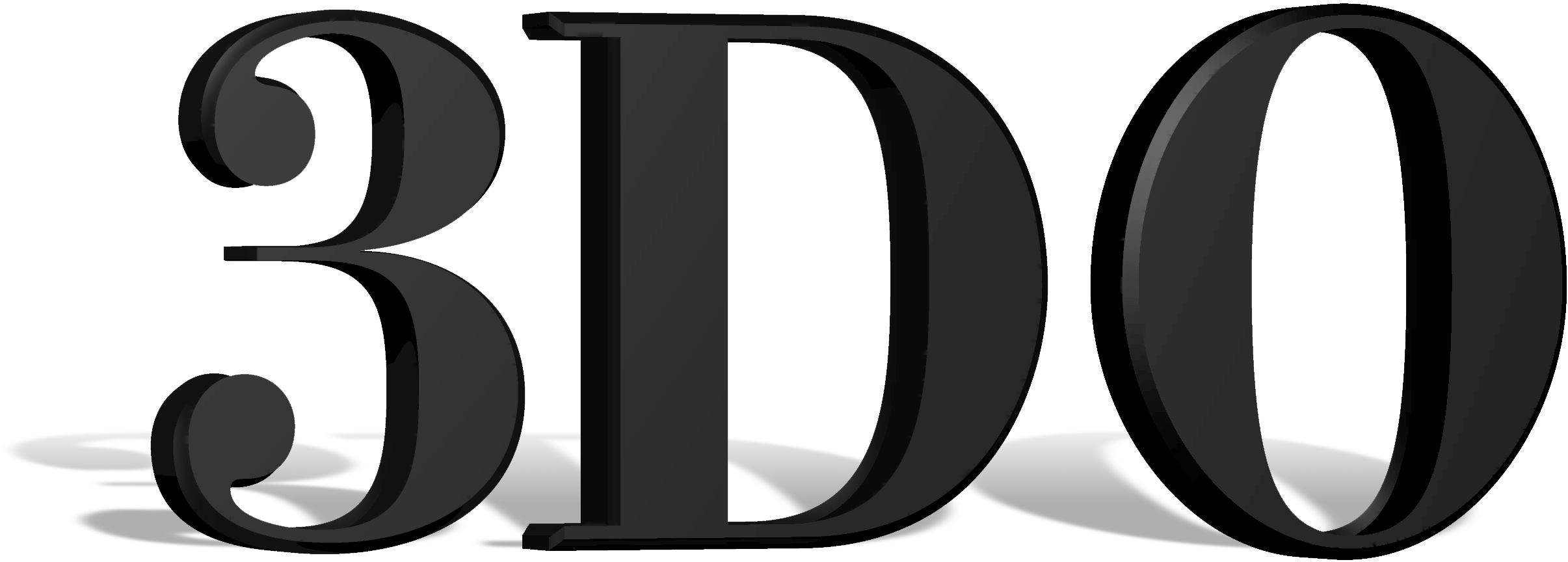
The 3DO Companyのロゴ

1993年に32ビットマルチメディア端末の統一規格「3DO」を開発・発表し、北米のマスコミを通じて「マルチメディア」時代の到来を宣伝した。3DO社は自社ではハードを製造せず、ライセンスを提供した電機メーカーからハードをリリースし、ハードおよびソフトが売れるたびにロイヤリティを徴収するというビジネスモデルをとった。またトリップ・ホーキンスがEAの設立者でもあることから、EAが事実上のセカンドパーティとして機能した。だが、リリースされた3DOハードの高額さ、サードパーティー製のソフトの数の不足など複数の要因が重なり競合機にシェアを奪われ、会社設立からほどなくしてThe 3DO Companyの業績は悪化。任天堂の次世代機NINTENDO 64の発売を目前に控えた1995年末にThe 3DO Companyは3DOと開発中だった64ビット規格の次世代機「M2」の権利を松下電器へ売却してハード事業から撤退、ゲームメーカーとしてSSやPS、PC用のソフトを開発・発売した。そして2003年5月に連邦倒産法第11章を申請し倒産した。いくつかのゲームソフトは倒産後に他の会社に買収され、続編が開発されている。

### 3DO社の主なゲームソフト
- 突撃!アーミーマン 史上最小の作戦
- マイト・アンド・マジックシリーズ
- Meridian 59
- Cubix Robots for Everyone

## 歴史
日本では1994年3月20日に、スプライトや動画再生能力を持つ32ビットゲーム機の先駆けとして、3DO規格機「3DO REAL」を松下電器がパナソニックブランドでインタラクティブ・マルチプレイヤーという家電製品の一種として発売した。当初の発表された希望小売価格は79,800円で、実際には54,800円で発売された。イメージキャラクターには3DCGで描かれ、「なんか言った?」と呟くアインシュタインが使用された。
ライセンシーである松下電器は、1993年1月7日から開催された'93冬期コンシューマー・エレクトロニクス・ショーで、3DO本体、ゲームのデモ映像を出展した。さらにThe 3DO Companyは、当時の北米ハード業界を二分していたセガや任天堂より安いロイヤリティでゲームソフトのサードパーティーを呼び集め、松下電器が北米と日本でプロモーションを行い知名度を上げた。後に三洋電機からも「3DO TRY」が発売された。
3DO REALは発売直後は品切れが続出し、4月末までに約10万台を出荷するが5月に入ると売上は伸び悩み、7月末までに18万台を出荷するにとどまった。また、3DO REALが発売されてから約半年後の11月には「セガサターン」（以下、SS）、12月には「PlayStation」（以下、PS）などの競合機が発売され、それに対抗するため、高額だった本体も設計見直しによる改良機「3DO REAL II」を44,800円で販売するなど普及戦略を仕掛けたが、洋ゲーと国内中小のサードパーティーが開発した版権キャラクターもののタイトルで占めていた3DOは早くも抜かれてしまう。
1995年には北米および日本にてSSやPSが普及し、The 3DO Companyの業績は悪化。任天堂の次世代機NINTENDO 64の発売を目前に控えた1995年末にThe 3DO Companyは3DOと開発中だった64ビット規格の次世代機「M2」の権利を松下電器へ売却してハード事業から撤退、ゲームメーカーとしてSSやPS、PC用のソフトを開発・発売した。
3DOの権利を得た松下電器は北米で1996年2月より3DO REALの価格を下げるが、ハードの高価さ、サードパーティーの支持の少なさ、ソフトの少なさ、競合機の普及などの要因が重なり、販売台数を伸ばせず、3DOは1996年中に市場から姿を消した。

### 次世代機の頓挫
1996年4月には松下電器のゲーム事業を担当するパナソニック・ワンダーテインメント社を設立し、同時に「Panasonic M2」と称する次世代機のプロモーションを開始した。M2端末は1997年4月から6月の発売とされており、旧来の3DO端末ユーザーにも何らかのアップグレード施策が約束された。1997年には松下電器とLG電子（旧・金星電子、現・LGエレクトロニクス）からM2端末のプロトタイプ機の発表もなされた。しかし、その頃には競合機のPSが普及しており、松下電器は次世代機の展開を断念。1997年6月にはゲーム事業からの撤退を表明し、3DOに関する全てのプロジェクトを終結させた。3DO M2のローンチタイトルとしてワープが『Dの食卓2』の開発を表明し、プロモーションビデオも公開され1996年夏に発売予定とされたが、3DOの終息により開発は中止された。結局パナソニック・ワンダーテインメント社からはソフトとハード共に発売されずに終わった。
なお、松下電器がThe 3DO Companyから買収したM2のアーキテクチャは、松下電器の業務用端末や自動販売機などの組み込み用基板として主に流用され、ゲーム用途としてはコナミのアーケードゲーム基板として一部採用された。またパナソニック・ワンダーテインメント社は他社ハード向けのソフトウェア開発に転換したが、実際に開発が行われる事が無いまま1999年に清算された。一方The 3DO Companyはその後、ゲームメーカーとしてセガサターン（SS）やPlayStation（PS）、PC用のソフトを開発・発売していた。そして2003年5月に連邦倒産法第11章を申請し倒産した。いくつかのゲームソフトは倒産後に他の会社に買収され、続編が開発されている。

## 仕様
- CPU : 32ビットRISCプロセッサ ARM60（12.5MHz）
- メモリ : メイン2MB,VRAM 1MB,SRAM 32KB[バッテリーバックアップ（3DO REAL IIではCR2032を使用）]
- バス速度 : 50MB/秒
- DMA : 24ch
- 描画速度 : 6400万ピクセル/秒
- 解像度 : 640ドット×480ライン
- カラー機能 : 最大1,670万色、32,000色同時発色
- ポリゴン機能 : テクスチャマッピング、グーローシェーディング
- サウンド : DSP
- CD-ROMドライブ : 倍速
  - 対応CD-ROM規格 : 3DO用CD・CD-DA・ビデオCD・CD-G・フォトCD
  - 毎秒30フレームのフルスクリーン・フルカラー動画再生機能（シネパック）
  - ビデオCDの再生にはビデオCDアダプターが必要（高精細静止画不可）

3DO REAL（FZ-1）に実装されているLSI
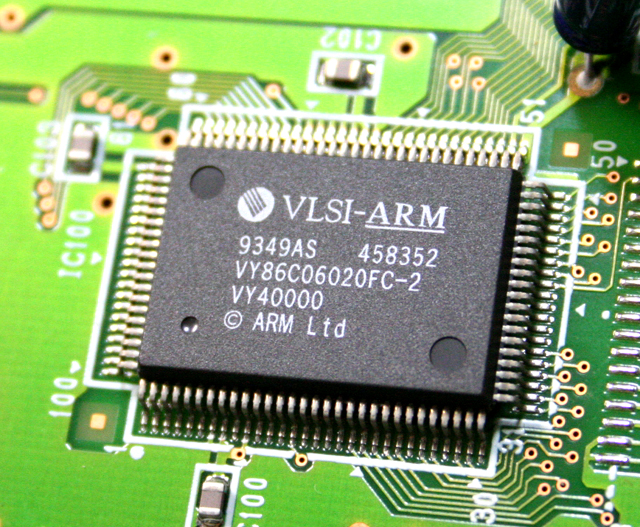
ARM60 CPU（VY86C06020FC-2） ※下記FZ-10と同様にP60ARMが実装されているものもある。
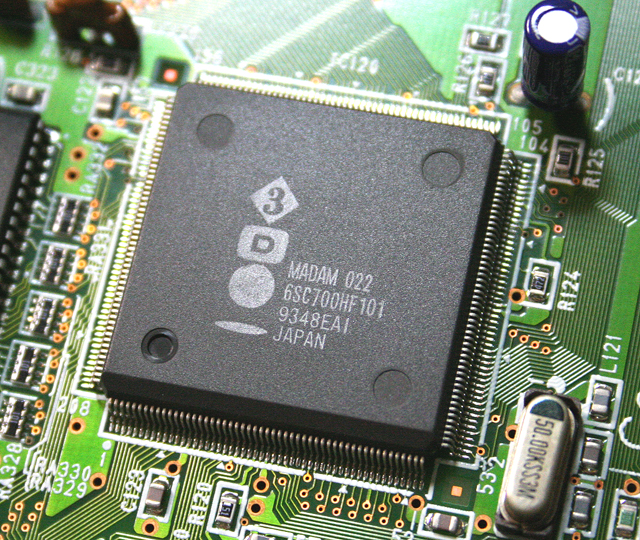
MADAM（6SC700HF101）
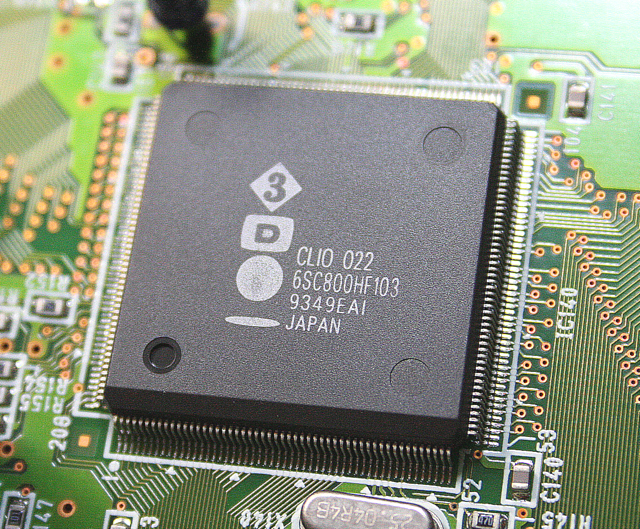
CLIO（6SC800HF103）
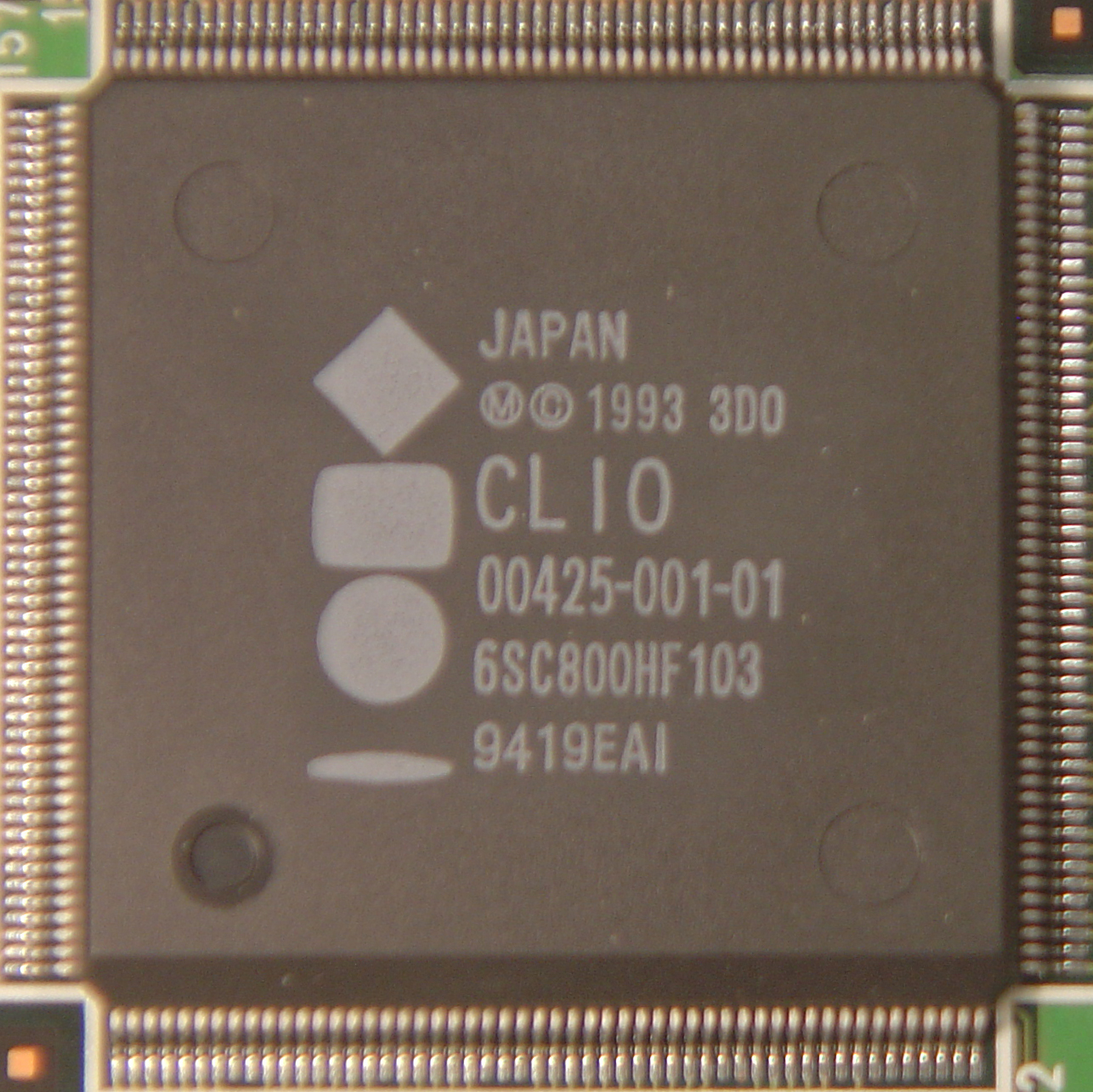
3DO REALのグラフィックチップ"Clio"。3DOのロゴが刻印されている

3DO REAL II（FZ-10）に実装されているLSI
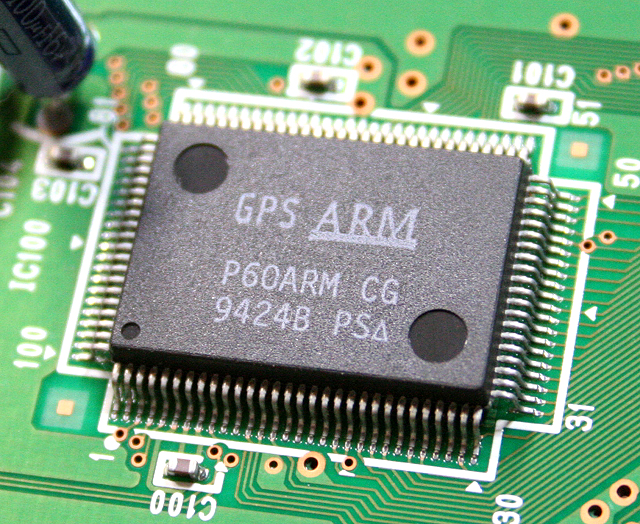
ARM60 CPU（P60ARM）
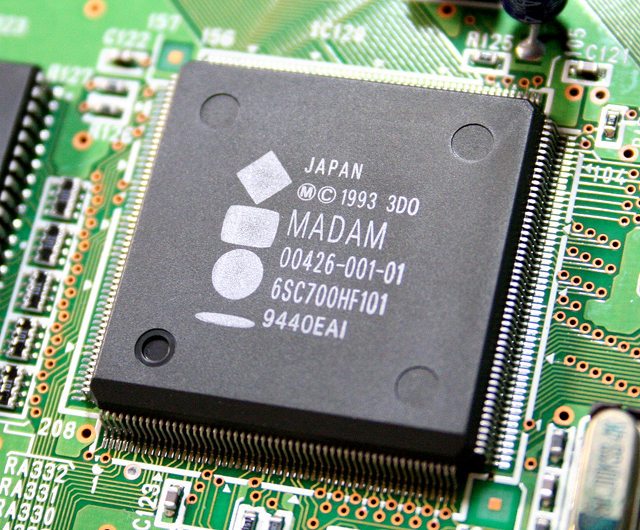
MADAM（6SC700HF101）
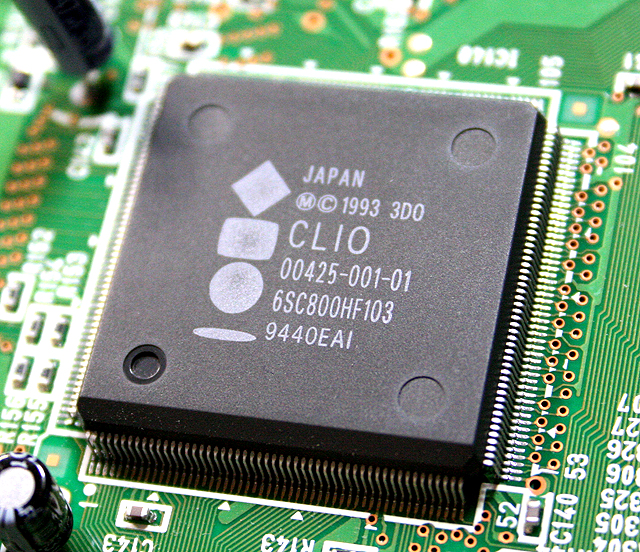
CLIO（6SC800HF103）

## バリエーション

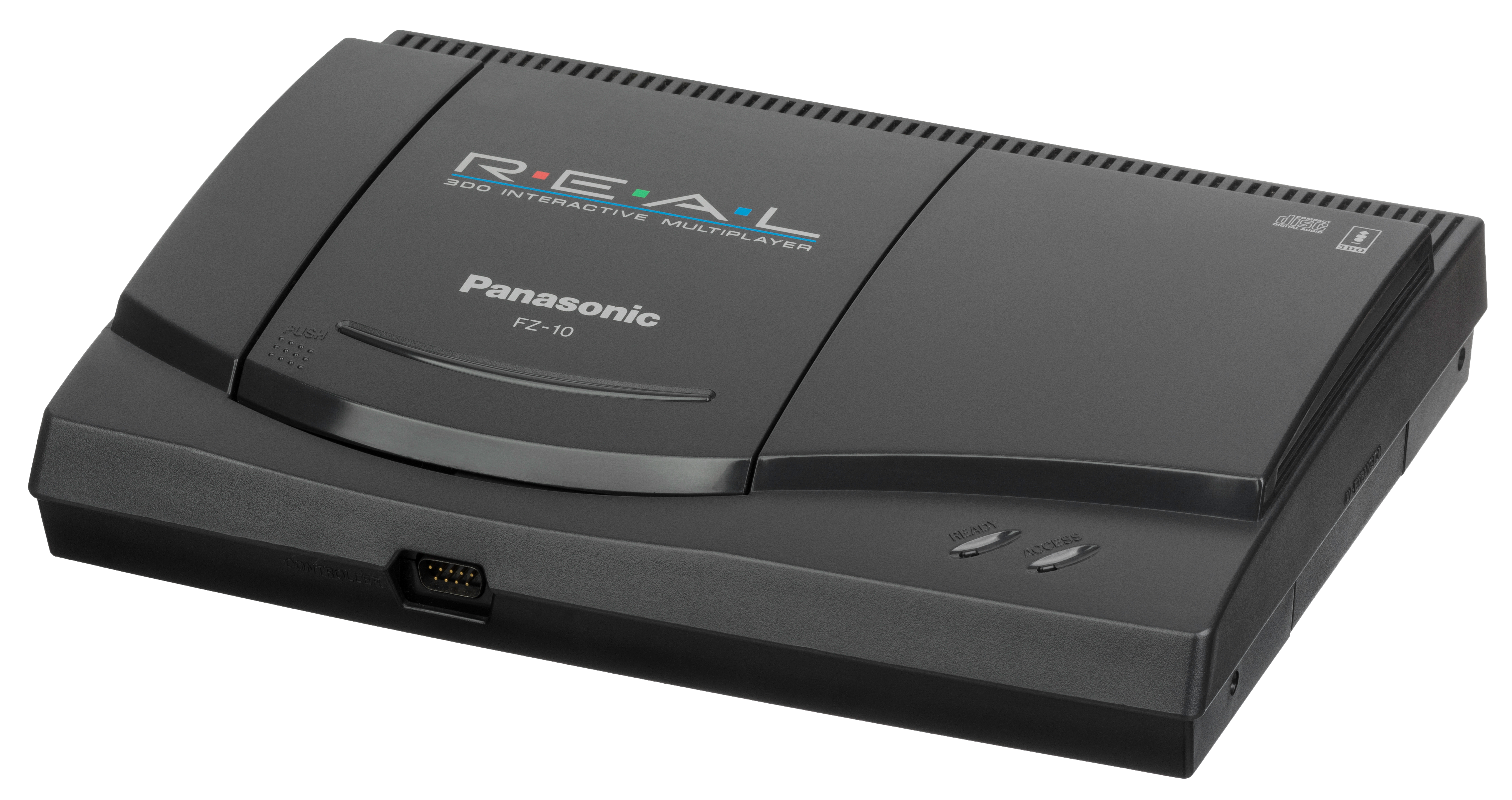
松下電器産業「3DO REAL II」

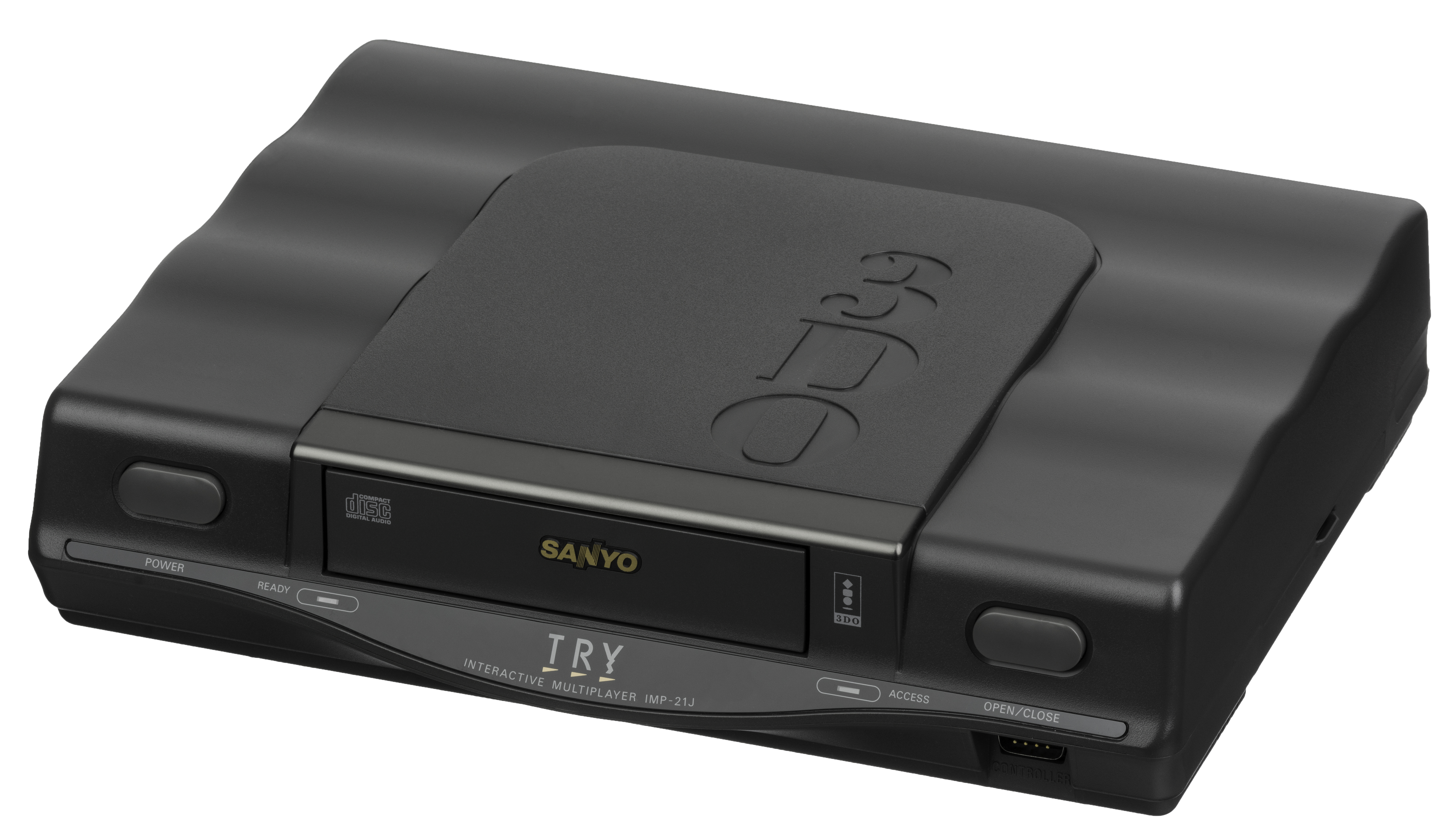
三洋電機「3DO TRY」

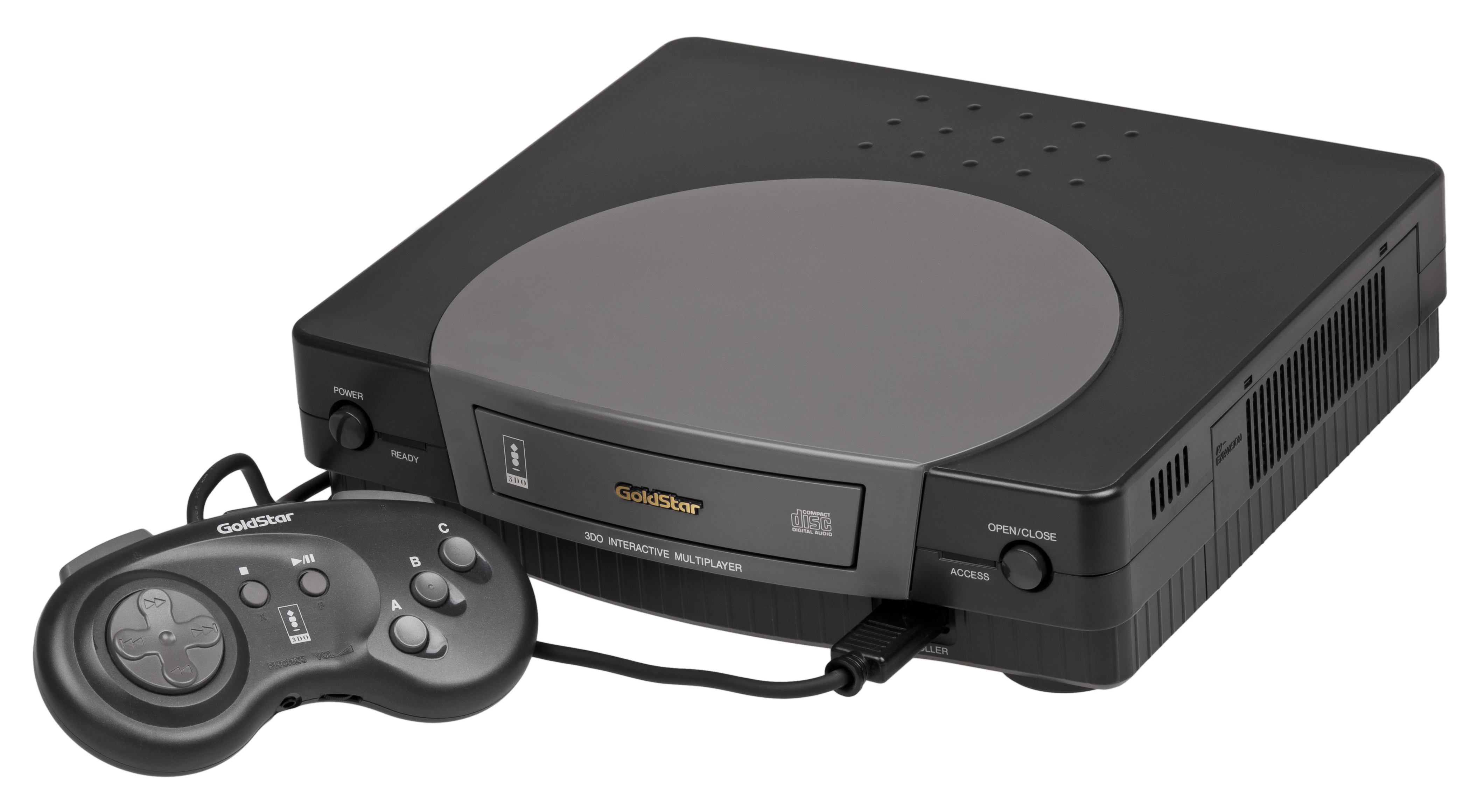
Goldstar「3DO ALIVE」

東芝やAT&Tなどかなり多くの企業が3DO端末の発売に意欲を示したが3DO端末を発売したのは、最終的には松下電器（Panasonic）、三洋電機（Sanyo）、金星社（Goldstar）の3社だけで、ほかにはクリエイティブ・テクノロジーがPC向け拡張カードの形で販売を行ったに留まっている。北米市場・日本市場ともに、松下電器の機種「3DO REAL」が最もよく知られている。遅れてサムスン電子（Samsung）も3DO端末の発売を表明したが、ハードを発売する前に3DOが終息してしまったため、モックアップが公開されたのみである。
Panasonic FZ-1 R.E.A.L. 3DO Interactive Multiplayer
通称は「3DO REAL」
1994年3月20日に日本で発売。予価79,800円、発売価格54,800円。アジア、北米、ヨーロッパでも発売。当時最新のIBM-PCより動画処理能力に優れており、サウンドを同時に鳴らすことも可能だった。サウンドは、CD音声とPCM音源の利用が可能で、これまでIBM-PCやゲームセンターでしか楽しめなかったゲームが、家庭で遊べるようになった。
世界で最初に登場した3DO端末であり、北米市場で$699.99で販売された。1994年に$399.99に値下げされた。
トレイ式CD-ROMドライブには、その当時松下寿電子工業が生産し、コンパックやApple ComputerなどPCベンダー各社に供給されていたCR-503系のドライブが搭載されていた。
ROBO
「3DO ROBO」ではなく「ROBO」が正式名称
日本で発売。FZ-1のカスタム仕様で双葉電子工業の子会社であるナイステック社がラブホテルに納入するために500台製作したもの。
ビデオCDアダプタが標準で付属し、予め5枚のCDを磁力で持ち上げて取り付け、CDを切り替えて使用出来る。一般には出回っていないが、一時秋葉原等で少量売られていた。
Panasonic FZ-10 R.E.A.L. 3DO Interactive Multiplayer
通称は「3DO REAL II」
1994年11月11日に日本で発売。44,800円、1995年夏頃からオープン価格。北米、ヨーロッパでも発売。
FZ-1の後継機として、より低価格化、スリム化、軽量化がなされた。CDドライブをトップローディング式へ変更し、倍速CD－ROMの駆動回路や電子回路の集積化などでコストダウンをした。内部メモリマネージャーが付いており、LEDとコントローラ接続端子の位置が変更されている。コントローラもFZ-1より軽量化・小型化されており、ヘッドホン出力端子は削除された。
Sanyo IMP-21J TRY 3DO Interactive Multiplayer
通称は「3DO TRY」
1994年10月1日に日本で発売。発売価格54,800円。1995年夏頃からオープン価格
フロントローディング式だが、読み取りレンズがトレイについている。
Goldstar GDO-101M 3DO Interactive Multiplayer
通称は「3DO ALIVE」
1994年に韓国、北米、ヨーロッパで発売。
形状的にはFZ-1に似ているが、ハード的には仕様が違う。また、ファイルの処理数の制限のために、いくつかのソフトが動かないとの報告がある。
Goldstar GDO-203P 3DO Interactive Multiplayer
通称は「3DO ALIVE II」
韓国で発売。
本機発売中にGoldstarの社名がLGに変更されたため、後期の製品はLGの名義で販売された。
SAMSUNG 3DO
発売中止。
VHSビデオデッキの様なデザイン。本体内部にビデオCDアダプター接続専用のスペースがある。従来機ではオプション扱いだったMPEGデコーダを内蔵している。
Creative 3DO Blaster
PC用のISA拡張カードの形式で販売された。PCで3DO用ゲームを楽しむため、2倍速CD-ROMとコントローラーが付属している。

## 周辺機器
3DOコントロールパッド（Panasonic FZ-JP1X/FZ-JP2X）
標準のコントロールパッド。パッド上部に別のパッドを接続するためのコネクタを備えており、デイジーチェーンで8台まで接続できる。FZ-JP1Xの手前側にはステレオヘッドフォン端子と音量ボリュームがあり、ヘッドホンを挿すことで音がモニターできる。
3DOマウス（Panasonic FZ-JM1）
3DO専用のマウス。『レミングス』など、マウス対応のソフトでのみ使用可能。
デジタルスティックコントローラー
アーケードゲーム仕様のコントローラー。（Panasonic FZ-JS1）
6ボタンコントロールパッド（Panasonic FZ－JJ１XP）
スーパーファミコン/メガドライブ用コントローラー「カプコンパッドソルジャー」の3DO版。
メモリーユニット（Panasonic FZ-EM256）
ゲームのセーブデータを保存しておくための外部補助記憶装置。容量は256KBで、本体内蔵メモリーの8倍の容量である。
ビデオCDアダプタ（Panasonic FZ-FV1）
ビデオCDを再生するのに必要なアダプタ。COMPACT DISC DIGITAL VIDEO、VIDEO CD、3DO DIGITAL VIDEO対応。Panasonic 3DO REAL（FZ-1）専用。
ビデオCDアダプタ（Panasonic FZ-FV1A）
上記FZ-FV1のVCD Ver.2.0、PBC（プレイバックコントロール）機能対応版。
ビデオCDアダプター用電源（Panasonic FZ-AA103）
上記FZ-FV1、FZ-FV1Aの電源。
ビデオCDアダプタ（Panasonic FZ-FV10）
FZ-10専用ビデオCDアダプタ。
3DO用互換アダプター 3D ZERO SUPER NES CONTROLLER ADAPTOR FOR 3DO（SUPERUFO F-952）
本体とパッドの間につなげる事でスーパーファミコンのコントローラーが使えるようにするコンバーター。
カラオケミキサー（Panasonic FZ-AKI）
REALに接続するだけで本格的なカラオケが楽しめる。2本のマイクが接続可能。エコーやボーカルキャンセルなどの機能も搭載されている。カラオケを楽しむには専用のCDソフトが必要。
推奨マイク（RP-VK-90-K）
ステレオヘッドホン（RP-HT950-H）
ビデオプリンター（NV-NP7）

## ソフトタイトル
The 3DO Companyの主なゲームソフトとしては、『突撃!アーミーマン 史上最小の作戦』、マイト・アンド・マジックシリーズ、『Meridian 59』、『Cubix Robots for Everyone』などがある。
日本で発売された初期のゲームソフトの大半はエレクトロニック・アーツ・ビクター（EAV、現・エレクトロニック・アーツ日本法人）らによる「洋ゲー」の日本語版だった。
3DOはEAの他にもサードパーティーとしてコナミやクリスタル・ダイナミックス、フューチャー・パイレーツ、カプコン、ワープなどが参加した。
フューチャー・パイレーツの高城剛は1994年当時の日本のテレビ等で3DOを賞賛。『チキチキマシン猛レース』などを製作。3DO一社提供のTV番組「高城剛X」（テレビ東京）を制作・出演した。
カプコンが発売した『スーパーストリートファイターII X』は国内のコンシューマソフトとしては発売されていなかったこともありキラーソフトとなった。
1995年4月、ワープの飯野賢治が制作した『Dの食卓』や家庭用ゲーム機に初めて移植された同年9月末発売でコナミの小島秀夫が制作した『ポリスノーツ』は話題を集めた。
なお、同年中にコナミからメタルギアシリーズの第三作目として『メタルギア3（仮）』の発売計画が進められるも、阪神・淡路大震災による神戸本社の被災と3DO市場の低迷から事実上凍結となり、1998年にPSの『メタルギアソリッド』と改変のうえ発売された。
3DOでは実写のアダルトゲームの発売があり、海外タイトルではポルノ女優の静止画や動画を再生するもの、国産では脱衣麻雀ものや野球拳による脱衣ゲーム類、美少女ゲームが発売されている。再生対応としていたビデオCDはLDと比べ画質が劣ることもあり、日本では専らアダルトビデオ系統の正規タイトルが多かったため、これを逆手に取り、ナイステックの「ROBO」が発売されラブホテルのサービス機器として実用化された。
3DOソフトとして製作された一部のタイトルはPSやSSで移植版が発売され、更に『テーマパーク』などのその一部はゲームアーカイブス配信タイトルとなり現在もプレイ可能である。

### レイティング
自主規制によるレイティングシステムが定められた。
E
- アイコンは緑。一般向。

16
- アイコンは黄。16歳未満不適。過激な暴力・猟奇的描写が含まれるタイトル、AOよりも性的描写が軽微なタイトルに指定。

AO
- アイコンは赤。成人専用で、18歳未満販売禁止。「AO」はAdults Onlyの略で、性的表現を含んだアダルトゲームタイトルに指定。

## 評価
1994年当時の北米での主な競合機である任天堂・SNESやセガ・Genesisと比べてハードウェアの性能は高く、タイム誌によって"1994 Product of the Year"に選出されている。
しかし、ハードのプロモーションを事実上一手に担った松下電器は規格提唱社でもゲームメーカーでもないハードウェアメーカーであり、プロモーションでも「インタラクティブ」や「マルチメディア」を強調するのみで、肝心のソフトの宣伝を行わなかった。また競合ゲーム機のように「ハードを赤字覚悟で販売し、ソフトの売り上げやサードパーティーからのロイヤリティで補填する」というビジネスモデルを取れずハードのみで利益を得る必要があった。しかもゲームショップなどをメインに販売された競合ゲーム機に対し、3DO REALは松下が持つ家電としての販路を利用して主に販売された。松下電器は地域専門店、いわゆる「ナショナルショップ」での販売も行ったので、メーカーに対する発言力の強いこれらの店が儲かる施策が必要で、競合機のような積極的な値引き販売ができなかった。三洋電機の販売した「3DO TRY」の実売価格は3DO REALと比較して安価だったが、松下よりもさらに販路が弱い三洋の家電の販路を利用して販売されたため、非常に流通量が限られた。このように発売当初の3DO端末は旧来の家電製品のビジネスモデルから脱却できなかった。
そのため競合ゲーム機と比べて高価格設定となり、輸出先のアメリカでは699ドル、欧州へ輸出した時にはEUから、ゲーム機ではなく関税が高い「情報家電」として認定されたので、価格がさらに高くなった。「安価なゲーム機」ではなく「高価格なマルチメディア機」というコンセプトは、普及の大きな妨げとなった。結果としてハイエンドゲーマーしか手を出さなかった。松下電器は「3DOがこれほど高価格なのは、これが単なるゲーム機ではなくインタラクティブ・マルチプレイヤーだからである」と主張してその価格を正当化した。
3DOはEAの他にもサードパーティとしてコナミやクリスタル・ダイナミックスなどの大手メーカーの支持を受けた。しかし、他のサードパーティの支持がそれほど集まらなかったため、ゲームの本数自体が少なかった。またメガCDのタイトルをそのまま3DOに移植した『ナイト・トラップ』など、「インタラクティブ・ムービー」と称して動画を再生するタイトルはゲーム性の低いものが多く、3DOが売りにした「マルチメディア」にしても、3DOが標準で再生できるデジタルムービーは品質が低く、ビデオCD規格の動画の再生を可能にするには周辺機器のビデオCDアダプター（MPEG1デコーダ）を追加で購入する必要があった。なお、インタラクティブ・ムービーものの一部タイトルには「3DO VIDEO」とパッケージに表記された。
上記の理由から、3DO REALはローンチに失敗。3DOは北米の大手ゲーム雑誌であるエレクトロニック・ゲーミング・マンスリーによって"Worst Console Launch of 1993"に選出されている。
このように日本発売当初の3DOはハード・ソフト共にゲーマーへのアピールが弱く、その結果、本機が本来持っていた筈の「ゲームに留まらない情報家電」というマシンへの展開がなされず、「単に高いゲーム機」「洋ゲー主流で取りつきにくいマシン」というイメージで一般層に普及しないという悪循環へ陥った。「ゲームに留まらない」という方向性のため多くのゲーム雑誌でも扱いは他のゲーム機と同格ではなく、別枠で便宜的に紹介されるだけだったのも一般への認知度の広がりを阻害した。任天堂の山内溥は、当時開発中の3DOについて、NHKの取材の中でソフトメーカー、流通関係者などから、「発売前から消されることが確定した」と言われており、ユーザーはハードを求めているのではなく、独創的な楽しさをもつソフトであり、自らの意見としても3DOは99.99％駄目だと酷評した。